# Miñano Menor
Miñano Menor (oficialmente Miñano Menor/Miñao Gutxia) es un concejo del municipio de Vitoria, en la provincia de Álava, País Vasco (España).

## Situación
Al pueblo se llega tras dejar la autovía A-240 a la altura de Miñano Mayor y transitar unos pocos kilómetros por una carretera local. El pueblo se encuentra entre Miñano Mayor y Ciriano.

## Despoblado
Forma parte del concejo el despoblado de:
- Ullibarri de Araca.[1]

## Historia
La primera mención escrita de este pueblo data de 1025 cuando se la menciona con el nombre de Mengano. Es una de las aldeas adscritas a la Hermandad de Vitoria desde el reinado del Alfonso XI de Castilla.
A mediados del siglo XIX, cuando formaba parte del ayuntamiento de Ali, tenía 48 habitantes. Aparece descrito en el undécimo tomo del Diccionario geográfico-estadístico-histórico de España y sus posesiones de Ultramar de Pascual Madoz de la siguiente manera:

MIÑANO MENOR: l. del ayunt. de Alí en la prov. de Alava, part. jud. de Vitoria (2 leg.), aud. terr. de Burgos (21), c. g. de las Provincias Vascongadas, dióc. de Calahorra (20). sit. en llano al N. de la cap. clima frio; le combate el viento N. y se padecen catarros. Tiene 5 casas; igl. parr. (San Vicente) servida por un beneficiado patrimonial, cementerio contiguo á la igl.; y para el surtido del vecindario una hermosa fuente de aguas comunes y saludables: el térm. que se estiende ½ leg. de N. á S. é igual dist. de E. á O. Confina N. Ciriano; E. Miñano Menor; S. monte Araca, y O. desp. de Guernica. El terreno es secano y de tercera clase; le atraviesan dos arroyos de poco caudal. caminos: la carretera de Bilbao y otros locales en mediano estado: el correo se recibe de Vitoria. prod.: trigo, cebada, avena, y otros granos y legumbres: cria de ganado vacuno, caballar y lanar: caza de liebres y perdices. pobl.: 7 vec., 48 alm. riqueza. y contr. con su ayunt. (V.)
(Madoz, 1848, p. 424)

Décadas después, ya en el siglo XX, se describe de la siguiente manera en el tomo de la Geografía general del País Vasco-Navarro dedicado a Álava y escrito por Vicente Vera y López:

Miñano Menor.—Aldea separada de Vitoria unos 6,800 metros, con 7 viviendas, de las que 5 son de dos pisos y 2 de uno. Tiene 21 almas, de las que son varones 13 y hembras 8. Carce de escuela pública y los niños asisten á la de Miñano Mayor, distante un kilómetro. Forma parroquia con Ciriano y tiene una iglesia dedicada á San Vicente. Confina, al N., con Ciriano; al S., con el monte Araca; al E., con Miñano Mayor y al O. con el despoblado de Guernica. Su término está regado por dos arroyuelos, y aunque las tierras son de inferior calidad, producen cereales, legumbres y hortalizas: cría ganado vacuno, caballar y lanar. Disfruta del aprovechamiento de 70 hectáreas del monte comunal de Araca.
(Vera y López, 1915-1921, pp. 355-356)

## Demografía
Actualmente el concejo dispone de 25 habitantes según del Padrón Municipal del Ayuntamiento de Vitoria.
| Gráfica de evolución demográfica de Miñano Menor entre 2000 y 2018                                       |
| |
| Población (2000-2017) según los censos de población del INE. Población según el padrón municipal de 2018 |

## Parque Tecnológico de Álava
Entre el concejo y Miñano Mayor  se llega al Parque Tecnológico de Álava, conocido como Parque Tecnológico de Miñano. Se trata de un parque industrial en el que tienen su sede distintas empresas que tienen como punto en común la innovación y el desarrollo tecnológico. Este parque se creó en el año 1992 como una iniciativa de la Diputación Foral de Álava, el Ayuntamiento de Vitoria y la sociedad SPRI, dependiente del Gobierno del País Vasco. Tiene una superficie de 1.171.864 m². El complejo incluye restaurante-cafetería, auditorio de congresos y sala de exposiciones.
Entre las empresas instaladas en el parque destacan por su tamaño Aernnova (Antigua Gamesa Aeronáutica), que tiene aquí su central y en la que trabajan casi la mitad de los trabajadores del parque.

## Cultura

### Patrimonio material

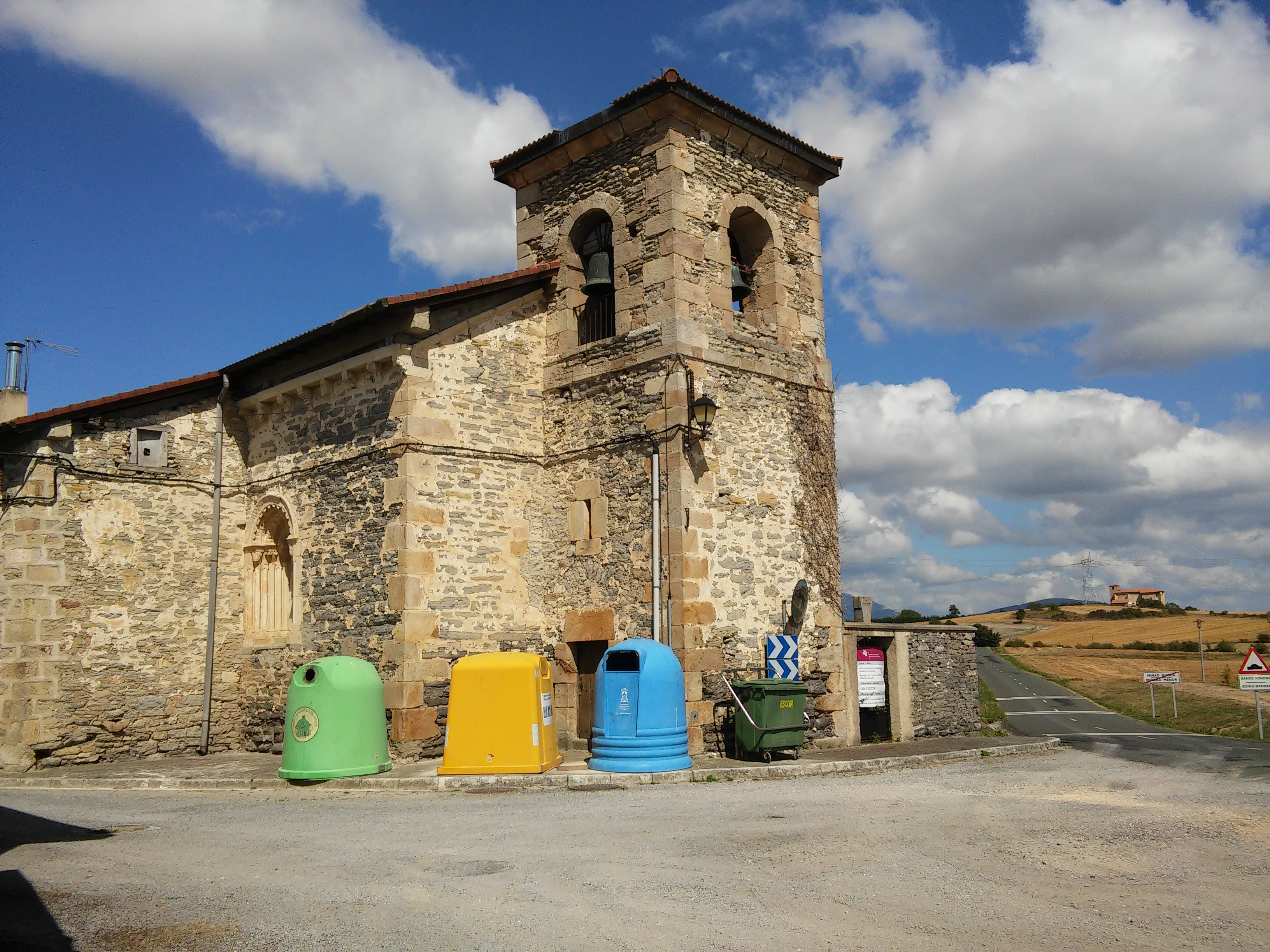
La iglesia de San Vicente Mártir

- Iglesia de San Vicente Mártir.[2][7]De origen románico, conserva ventanas y canecillos románicos, aunque ha sufrido reformas y reutilizaciones, como posibles sepulcros monolíticos altomedievales en la cabecera. Destacan sus pinturas murales medievales en la bóveda del presbiterio, con posibilidad de más restos en muros y bóvedas. También se mantienen elementos arquitectónicos como la pila bautismal, un nicho credencia y una clave de bóveda policromada.[8]

### Patrimonio inmaterial
Los vecinos del concejo eran conocidos con el apodo de "Garbanceros" y celebraban su fiesta patronal el 22 de enero (San Vicente).